# Softball aux Jeux mondiaux de 2025
Navigation
Softball2022 Softball 2029
Les tournois de softball des Jeux mondiaux de 2025 ont eu lieu du 6 au 17 août 2025 au stade de baseball de Wuhou à Chengdu en Chine.
Pour cette édition, il y a deux tournois, un féminin et, nouveauté, un masculin (le dernier tournoi masculin était aux Jeux mondiaux 1981).
Les deux derniers matchs pour les médailles du tournoi masculin seront finalement annulés en raison de la pluie, les deux équipes finalistes sont toutes deux médailles d'or et les deux  autres demi-finalistes médailles de bronze.

## Organisation
Huit équipes masculines et huit équipes féminines se qualifient pour les compétitions de softball. 
Les six meilleures équipes du classement mondial de softball féminin et masculin de la WBSC établi au 31 décembre 2024 obtiendront automatiquement une place aux Jeux mondiaux 2025.
Le pays hôte, la Chine, est assuré également d'aligner une équipe dans chaque tournoi.
La dernière place est une invitation qui permet d'assurer une représentation continentale dans la compétition mondiale en suivant le classement. Pour le tournoi féminin, le quota est attribué à l'Australie, équipe la mieux placée pour représenter l’Océanie. La Chine ayant refusé son quota automatique pour le tournoi masculin, c'est donc deux quotas qui sont en jeux.
| Compétition      | Tournoi féminin                                                                                       | Tournoi masculin                                                                                 |
| ---------------- | --- | ------------------------------------------------------------------------------------------------ |
| Pays hôte        | - Chine                                                                                               | - Chine                                                                                          |
| Classement Top 6 | - États-Unis (1er) - Japon (2e) - Porto Rico (3e) - Taipei chinois (4e) - Pays-Bas (5e) - Canada (6e) | - Argentine (1er) - Australie (2e) - Japon (3e) - Canada (4e) - Venezuela (5e) - États-Unis (6e) |
| Invitation       | - Australie (10e)                                                                                     | - Tchéquie (7e) - Singapour (12e)                                                                |

## Tournoi féminin

### Tour préliminaire
- En gras, qualifié pour les demi-finales

|   | Équipe         | J | V | D | RP | RC | +/- | % |
| - | -------------- | - | - | - | -- | -- | --- | - |
| 0 | Chine          | 0 | 0 | 0 | 0  | 0  | 0   |   |
| 0 | Pays-Bas       | 0 | 0 | 0 | 0  | 0  | 0   |   |
| 0 | Taipei chinois | 0 | 0 | 0 | 0  | 0  | 0   |   |
| 0 | États-Unis     | 0 | 0 | 0 | 0  | 0  | 0   |   |

| 13 août à 10h00 | États-Unis     |  |  | Taipei chinois |
| 13 août à 13h00 | Chine          |  |  | Pays-Bas       |
| 14 août à 10h00 | Pays-Bas       |  |  | États-Unis     |
| 13 août à 13h00 | Taipei chinois |  |  | Chine          |
| 14 août à 10h00 | Pays-Bas       |  |  | Taipei chinois |
| 14 août à 13h00 | Chine          |  |  | États-Unis     |

|   | Équipe     | J | V | D | RP | RC | +/- | % |
| - | ---------- | - | - | - | -- | -- | --- | - |
| 0 | Australie  | 0 | 0 | 0 | 0  | 0  | 0   |   |
| 0 | Canada     | 0 | 0 | 0 | 0  | 0  | 0   |   |
| 0 | Japon      | 0 | 0 | 0 | 0  | 0  | 0   |   |
| 0 | Porto Rico | 0 | 0 | 0 | 0  | 0  | 0   |   |

| 13 août à 10h00 | Canada     |  |  | Porto Rico |
| 13 août à 13h00 | Australie  |  |  | Japon      |
| 14 août à 10h00 | Canada     |  |  | Australie  |
| 13 août à 13h00 | Porto Rico |  |  | Japon      |
| 14 août à 10h00 | Japon      |  |  | Canada     |
| 14 août à 13h00 | Australie  |  |  | Porto Rico |

### Phase finale
|  | Demi-finales   | Demi-finales |  |  | Finale          | Finale          |
|  | Demi-finales   | Demi-finales |  |  | Finale          | Finale          |
|  |                |              |  |  |                 |                 |
|  | 16 août        | 16 août      |  |  | 17 août à 12h30 | 17 août à 12h30 |
|  | 16 août        | 16 août      |  |  | 17 août à 12h30 | 17 août à 12h30 |
|  |                |              |  |  | 17 août à 12h30 | 17 août à 12h30 |
|  |                |              |  |  | 17 août à 12h30 | 17 août à 12h30 |
|  |                |              |  |  | 17 août à 12h30 | 17 août à 12h30 |
|  |                |              |  |  |                 |                 |
|  | 16 août        |              |  |  |                 |                 |
|  |                |              |  |  |                 |                 |
|  |                |              |  |  |                 |                 |
|  |                |              |  |  |                 |                 |
|  |                |              |  |  |                 |                 |
|  | 3e place       |              |  |  |                 |                 |
|  |                |              |  |  |                 |                 |
|  | 17 août à 9h00 |              |  |  |                 |                 |
|  |                |              |  |  |                 |                 |
|  |                |              |  |  |                 |                 |
|  |                |              |  |  |                 |                 |
|  |                |              |  |  |                 |                 |
|  |                |              |  |  |                 |                 |

|  | Match de classement    | Match de classement |  |  | Match pour la 5e place | Match pour la 5e place |
|  | Match de classement    | Match de classement |  |  | Match pour la 5e place | Match pour la 5e place |
|  |                        |                     |  |  |                        |                        |
|  | 16 août                | 16 août             |  |  | 16 août                | 16 août                |
|  | 16 août                | 16 août             |  |  | 16 août                | 16 août                |
|  |                        |                     |  |  | 16 août                | 16 août                |
|  |                        |                     |  |  | 16 août                | 16 août                |
|  |                        |                     |  |  | 16 août                | 16 août                |
|  |                        |                     |  |  |                        |                        |
|  | 16 août                |                     |  |  |                        |                        |
|  |                        |                     |  |  |                        |                        |
|  |                        |                     |  |  |                        |                        |
|  |                        |                     |  |  |                        |                        |
|  |                        |                     |  |  |                        |                        |
|  | Match pour la 7e place |                     |  |  |                        |                        |
|  |                        |                     |  |  |                        |                        |
|  | 16 août                |                     |  |  |                        |                        |
|  |                        |                     |  |  |                        |                        |
|  |                        |                     |  |  |                        |                        |
|  |                        |                     |  |  |                        |                        |
|  |                        |                     |  |  |                        |                        |
|  |                        |                     |  |  |                        |                        |

### Classement final
| Rang | Équipe |
| ---- | ------ |

## Tournoi masculin

### Tour préliminaire
- En gras, qualifié pour les demi-finales

|   | Équipe    | Pts | J | V | N | D | RP | RC | +/- |
| - | --------- | --- | - | - | - | - | -- | -- | --- |
| 1 | Japon     | 6   | 3 | 3 | 0 | 0 | 25 | 10 | +15 |
| 2 | Argentine | 4   | 3 | 2 | 0 | 1 | 17 | 13 | +4  |
| 3 | Venezuela | 2   | 3 | 1 | 0 | 2 | 14 | 10 | +4  |
| 4 | Tchéquie  | 0   | 3 | 0 | 0 | 3 | 3  | 26 | −23 |

| 6 août à 10h00 7 août à 18h00 | Tchéquie  | 2  | 8  | Japon     |
| 6 août à 13h00                | Argentine | 2  | 3  | Venezuela |
| 7 août à 10h00                | Venezuela | 3  | 10 | Japon     |
| 7 août à 13h00                | Tchéquie  | 0  | 7  | Argentine |
| 8 août à 10h00                | Venezuela | 11 | 1  | Tchéquie  |
| 8 août à 13h00                | Japon     | 7  | 5  | Argentine |

|   | Équipe     | J | V | N | D | RP | RC | +/- | %   |
| - | ---------- | - | - | - | - | -- | -- | --- | --- |
| 1 | États-Unis | 6 | 3 | 3 | 0 | 0  | 35 | 8   | +27 |
| 2 | Canada     | 4 | 3 | 2 | 0 | 1  | 23 | 16  | +7  |
| 3 | Singapour  | 2 | 3 | 1 | 0 | 2  | 20 | 33  | −13 |
| 4 | Australie  | 0 | 0 | 0 | 3 | 14 | 35 | −21 |     |

| 6 août à 10h00 7 août à 17h45 | États-Unis | 6  | 3  | Canada     |
| 6 août à 13h00                | Singapour  | 10 | 9  | Australie  |
| 7 août à 10h00                | Canada     | 11 | 2  | Australie  |
| 7 août à 13h00                | États-Unis | 15 | 2  | Singapour  |
| 8 août à 10h00                | Singapour  | 8  | 9  | Canada     |
| 8 août à 13h00                | Australie  | 9  | 14 | États-Unis |

### Phase finale
|  | Demi-finales    | Demi-finales |          |   | Finale          | Finale          |
|  | Demi-finales    | Demi-finales |          |   | Finale          | Finale          |
|  |                 |              |          |   |                 |                 |
|  | 9 août          | 9 août       |          |   | 10 août à 13h00 | 10 août à 13h00 |
|  | 9 août          | 9 août       |          |   | 10 août à 13h00 | 10 août à 13h00 |
|  | Canada          | 1            |          |   | 10 août à 13h00 | 10 août à 13h00 |
|  | Canada          | 1            |          |   | 10 août à 13h00 | 10 août à 13h00 |
|  | Japon           | 6            |          |   | 10 août à 13h00 | 10 août à 13h00 |
|  | Japon           | 6            | Japon    | - |                 |                 |
|  | 9 août          |              | Japon    | - |                 |                 |
|  |                 | États-Unis   | -        |   |                 |                 |
|  | Venezuela       | États-Unis   | -        | 0 |                 |                 |
|  | Venezuela       |              |          | 0 |                 |                 |
|  | États-Unis      | 7            |          |   |                 |                 |
|  | États-Unis      | 7            | 3e place |   |                 |                 |
|  |                 |              |          |   |                 |                 |
|  | 10 août à 10h00 |              |          |   |                 |                 |
|  |                 |              |          |   |                 |                 |
|  | Canada          | -            |          |   |                 |                 |
|  | Canada          | -            |          |   |                 |                 |
|  | Venezuela       | -            |          |   |                 |                 |
|  | Venezuela       | -            |          |   |                 |                 |

|  | Match de classement | Match de classement |                        |   | Match pour la 5e place | Match pour la 5e place |
|  | Match de classement | Match de classement |                        |   | Match pour la 5e place | Match pour la 5e place |
|  |                     |                     |                        |   |                        |                        |
|  | 9 août              | 9 août              |                        |   | 9 août                 | 9 août                 |
|  | 9 août              | 9 août              |                        |   | 9 août                 | 9 août                 |
|  | Tchéquie            | 15                  |                        |   | 9 août                 | 9 août                 |
|  | Tchéquie            | 15                  |                        |   | 9 août                 | 9 août                 |
|  | Singapour           | 10                  |                        |   | 9 août                 | 9 août                 |
|  | Singapour           | 10                  | Tchéquie               | 0 |                        |                        |
|  | 9 août              |                     | Tchéquie               | 0 |                        |                        |
|  |                     | Argentine           | 3                      |   |                        |                        |
|  | Australie           | Argentine           | 3                      | 1 |                        |                        |
|  | Australie           |                     |                        | 1 |                        |                        |
|  | Argentine           | 12                  |                        |   |                        |                        |
|  | Argentine           | 12                  | Match pour la 7e place |   |                        |                        |
|  |                     |                     |                        |   |                        |                        |
|  | 9 août              |                     |                        |   |                        |                        |
|  |                     |                     |                        |   |                        |                        |
|  | Singapour           | 5                   |                        |   |                        |                        |
|  | Singapour           | 5                   |                        |   |                        |                        |
|  | Australie           | 12                  |                        |   |                        |                        |
|  | Australie           | 12                  |                        |   |                        |                        |

### Classement final
| Rang               | Équipe     |
| ------------------ | ---------- |
| Médaille d'or      | Japon      |
| Médaille d'or      | États-Unis |
| Médaille de bronze | Canada     |
| Médaille de bronze | Venezuela  |
| 5                  | Argentine  |
| 6                  | Tchéquie   |
| 7                  | Australie  |
| 8                  | Singapour  |

## Médaillés
| Épreuves         | Or | Argent         | Bronze |
| ---------------- | --- | -------------- | --- |
| Tournoi féminin  | États-Unis | Taipei chinois | Japon |
| Tournoi masculin | Japon- Tei Hamamoto - Hiroki Ikeda - Taiyo Kataoka - Seii Kuroiwa - Kaito Masaki - Yusuke Morita - Fuga Nagai - Kanta Nishida - Ryuji Okawa - Shota Onodera - Yusuke Sakuraba - Koki Sato - Kazuya Toriyama - Fumiya Ueda - Kotaro Yasumi États-Unis- Sean Cleary - Bradley Ezekiel - Kyle Ezekiel - Jordan Hudson - Blake Hunter - Derek Hyde - Justin Laskowski - Max Major - Mitchell McKay - Jordan Pomeroy - Tyler Randerson - Justin Schofield - Ty Sebastian - Nicholas White | NC             | Canada- Tyler Damon - Yusef Davis Jr - Marco Diaz - Brennan Ducharme - Braden Ducharme - Cody Gibbons - Tyler James Johnson - Bradley Kilpatrick - Frank Kimlinger - Jeffrey Lewis - Jonathan Lynch - Blaine Milheim - Nicholas Mullins - Erick Ochoa - Zachary Shaw Venezuela- Angel Adames - Alfredo Aguilar - Franklin Benitez - Luis Miguel Colombo Perez - Erwin Diaz - Jose Dorantes - Pedro Flores - Jean Flores - Rafael Flores - Engelbert Herrera - Maiker Pimentel - Edruin Ramirez - Kleiver Rodriguez - Rogelio Sequera - Eudomar Toyo |